# Irlanda no Festival Eurovisão da Canção Júnior
A Irlanda participou do Festival Eurovisão da Canção Júnior oito vezes desde sua primeira aparição no concurso de 2015. A emissora de língua irlandesa TG4 foi responsável pela participação do país no concurso e organiza uma final nacional televisionada Júnior Eurovision Éire para selecionar os participantes irlandeses. TG4 não participou em 2020 devido à pandemia de COVID-19, mas voltou ao concurso em 2021.
Desde a sua estreia, a Irlanda ficou duas vezes entre os 10 primeiros: em 2016, quando a música "Bríce ar bhríce" interpretada por Zena Donnelly ficou em 10º lugar entre 17 países participantes, e em 2022, quando "Solas" de Sophie Lennon ficou em 4º lugar entre 16. participantes.

## História
O TG4 originalmente pretendia fazer sua estreia em 2014 festival em Marsa, Malta, mas exigiu financiamento da Autoridade de Radiodifusão da Irlanda, o que foi rejeitado.
A Irlanda estreou no concurso quando o TG4 participou no festival de 2015 em Sófia, Bulgária, quando a música "Réalta na mara" interpretada por Aimee Banks ficou em 12º lugar entre 17 países.
Apesar de terem confirmado inicialmente a sua participação em 2020, O TG4 anunciou em agosto de 2020 que não participaria do concurso devido à pandemia de COVID-19. Em fevereiro de 2021, o TG4 confirmou sua participação no concurso 2021 em France.

### Junior Eurovision Éire
Junior Eurovision Éire é um programa de televisão irlandês que serve como final nacional da Irlanda para o Festival Eurovisão da Canção Júnior desde a estreia do país em 2015. O show foi apresentado por Eoghan McDermott de 2015 a 2019. Entre 2015 e 2018, o programa selecionou tanto a música quanto o artista, no entanto desde 2019 o programa selecionou apenas o artista, e a música foi selecionada internamente.
McDermott deixou o programa em 2021 e foi substituído por Louise Cantillon.

## Idiomas a concurso
| Idioma           | Vezes |
| ---------------- | ----- |
| Irlandês         | 5     |
| Irlandês, Inglês | 1     |
| Irlandês, Latim  | 1     |

## Participação
Legenda
     Vencedor
     2.º lugar
     3.º lugar
     Pontuação Nula ("Null Points")/Último Lugar
     Melhor classificação (fora do top 3)
     Qualificação para a final (fora do top 3)
     País-anfitrião
     Desclassificado
| #  | Ano           | Artista                           | Língua                            | Canção | Tradução                                                             | Final                             | Pontos                            |
| -- | ------------- | --------------------------------- | --------------------------------- | --- | -------------------------------------------------------------------- | --------------------------------- | --------------------------------- |
| 1º | Sófia 2015    | Aimee Banks                       | Irlandês & Latim                  | "Réalta Na Mara" C: Aimee Banks, Brendan McCarthy, Jonas Gladnikoff, Niall Mooney L: Aimee Banks                            | Estrela do mar                                                       | 12º                               | 36                                |
| 2º | Valeta 2016   | Zena Donnelly                     | Irlandês & Inglês                 | "Brice Ar Bhríce" C & L: Zena Donnelly                                                                                      | Tijolo a tijolo                                                      | 10º                               | 122                               |
| 3º | Tbilisi 2017  | Muireann McDonnell                | Irlandês                          | "Súile Glasa" C & L:James McGuire, Muireann McDonnell, Robert McGuire                                                       | Olhos verdes                                                         | 15º                               | 54                                |
| 4º | Minsk 2018    | Taylor Hynes                      | Irlandês                          | "IOU" C: Jonas Gladnikoff, Niall Mooney L:Niall Mooney, Taylor Hynes                                                        | "IOU" C: Jonas Gladnikoff, Niall Mooney L:Niall Mooney, Taylor Hynes | 15º                               | 48                                |
| 5º | Gliwice 2019  | Anna Kearney                      | Irlandês                          | "Banshee" C:Cyprian Cassar, Daniel Caruana, Jonas Gladnikoff L:Anna Banks, Anna Kearney, Fiachna O Bhraonáin, Niall Mooney  | Alma Penada                                                          | 12º                               | 73                                |
|    | Varsóvia 2020 | Não participou                    | Não participou                    | Não participou | Não participou                                                       | Não participou                    | Não participou                    |
| 6º | Paris 2021    | Maiú Levi Lawlor                  | Irlandês                          | "Saor" C:Brendan McCarthy, Cyprian Cassar, Lesley Ann Halvey, Niall Mooney L: Anna Banks, Lauren White Murphy, Niall Mooney | Desaparecer                                                          | 18°                               | 44                                |
| 7º | Erevã 2022    | Sophie Lennon                     | Irlandês                          | "Solas" C: Hannah Featherstone, Jonas Gladnikoff, Ken McHugh, MaJiKer L:Hannah Featherstone, MaJiKer, Niall Mooney          | Luz                                                                  | 4º                                | 150                               |
| 8º | Nice 2023     | Jessica McKean                    | Irlandês                          | "Aisling" C: Ken McHugh, Niall Mooney, Will Weeks L: Fiona Mooney, Niall Mooney, Niamh Mooney, Sophie Lennon                | Sonhar                                                               | 16º                               | 42                                |
| 9º | Madrid 2024   | Intenção de participar confirmada | Intenção de participar confirmada | Intenção de participar confirmada                                                                                           | Intenção de participar confirmada                                    | Intenção de participar confirmada | Intenção de participar confirmada |

### Galeria

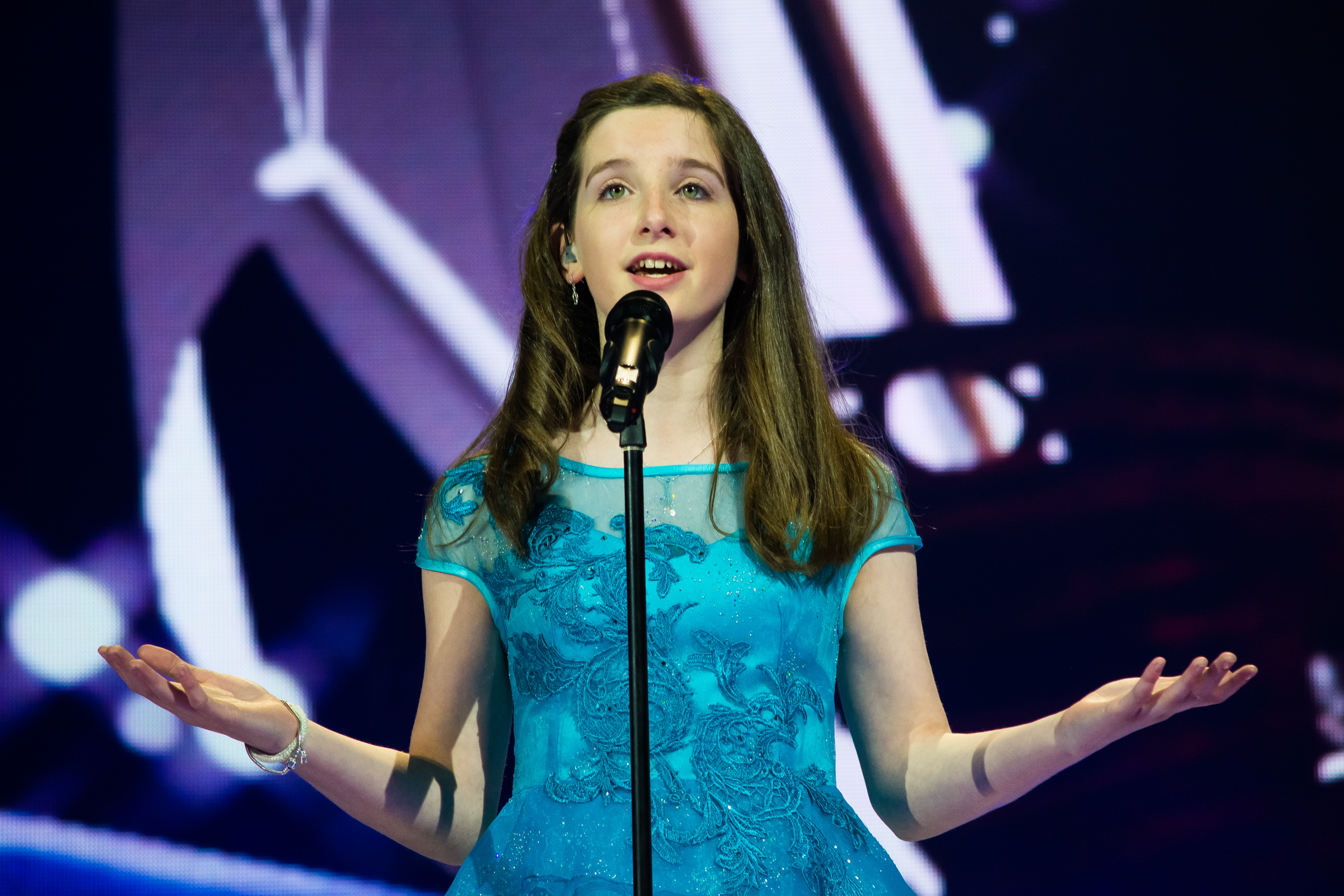
Aimee Banks durante os ensaios em Sófia (2015)
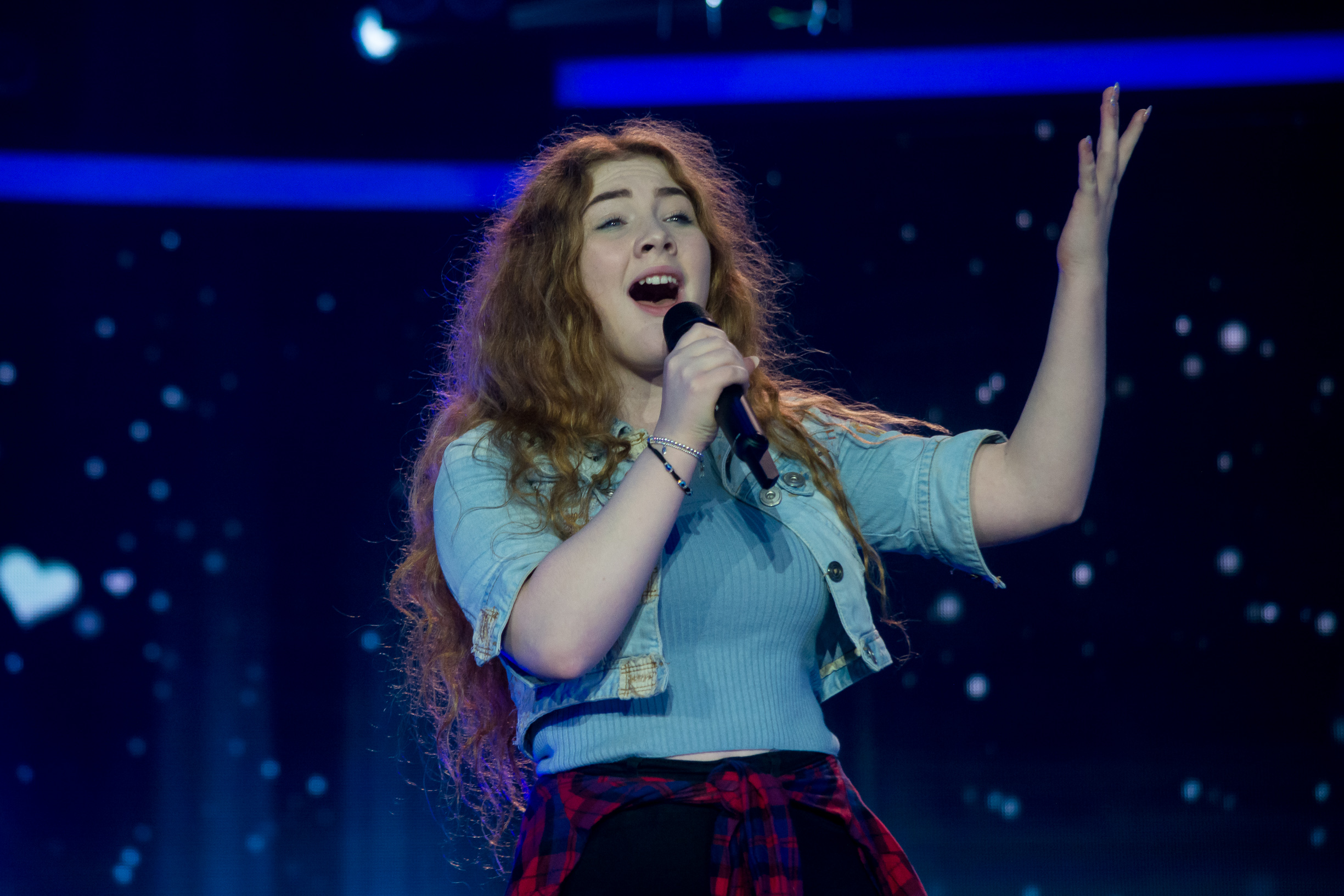
Zena Donnelly durante os ensaios em Valletta (2016)
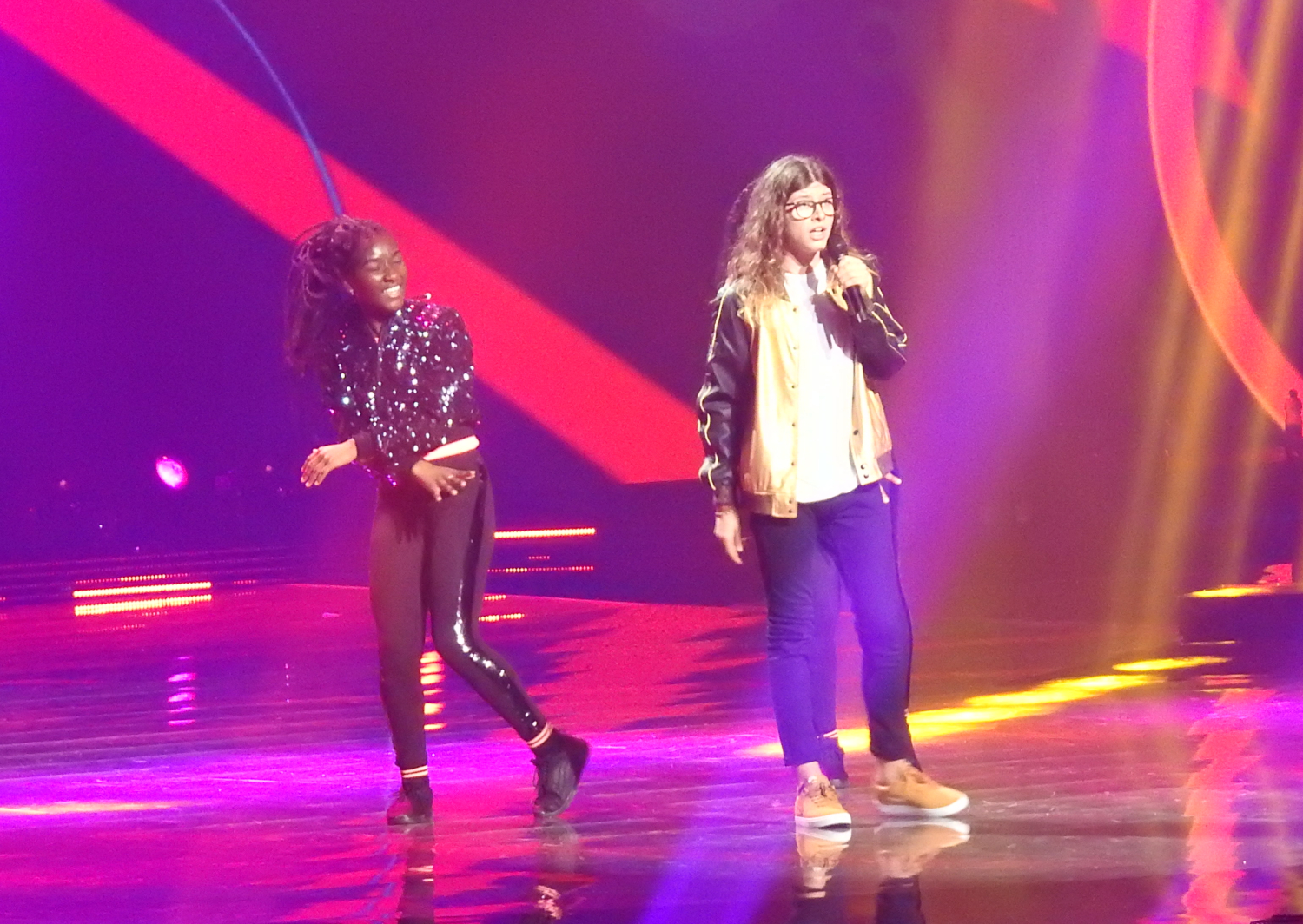
Taylor Hynes durante os ensaios em in Minsk (2018)
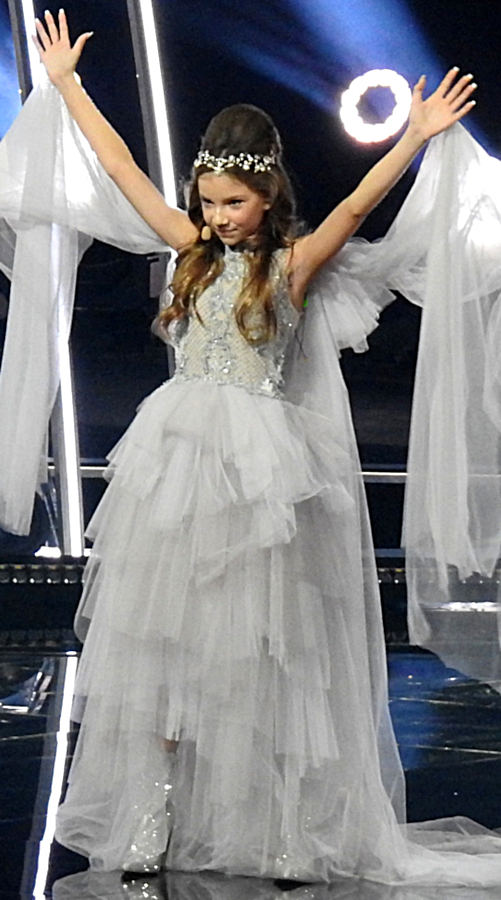
Anna Kearney durante os ensaios em Gliwice (2019)

## Comentadores e porta-vozes
| Anos | Canal | Comentadores                                | Porta-voz           | Ref.   |
| ---- | ----- | ------------------------------------------- | ------------------- | ------ |
| 2015 | TG4   | Stiofán Ó Fearail and Caitlín Nic Aoidh     | Anna Banks          | [ 11 ] |
| 2016 | TG4   | Eoghan McDermott                            | Andrea Leddy        |        |
| 2017 | TG4   | Eoghan McDermott                            | Walter McCabe       |        |
| 2018 | TG4   | Mícheál Ó Ciaraidh and Sinéad Ní Uallacháin | Alex Hynes          | [ 12 ] |
| 2019 | TG4   | Sinéad Ní Uallacháin                        | Leo Kearney         | [ 13 ] |
| 2021 | TG4   | Louise Cantillon                            | Reuben Levi Hackett | [ 14 ] |
| 2022 | TG4   | Sinéad Ní Uallacháin                        | Holly Lennon        | [ 15 ] |
| 2023 | TG4   | Sinéad Ní Uallacháin                        | Louisa McKean       | [ 16 ] |